# 金智源
金智源（キム・ジウォン、ハングル表記：김지원、1988年3月3日 - ）は、大韓民国の韓国放送公社 (KBS) 所属のアナウンサー。

## 学歴
- 2007年、大一外国語高等学校（朝鮮語版） 日本語科 卒業
- 2011年、延世大学校 新聞放送学科 学士[1]

## 経歴
- 2012年 39期 KBS 公開採用のアナウンサー[1]

## 担当番組
- 挑戦! ゴールデンベル（2015年4月5日 - 2017年5月28日、KBS 1TV）
- KBSニュース広場 土曜日（2015年10月3日 - 2016年9月17日 / 2017年7月1日 - 2018年3月3日、KBS 1TV）
- KBSニュース9 週末（2018年4月21日 - 2018年12月30日、KBS 1TV）